# Jean-Philippe-Auguste Lalanne
Pour les articles homonymes, voir Lalanne.
Jean Philippe Auguste Lalanne est un prêtre catholique et éducateur français né le 7 octobre 1795 à Bordeaux et mort le 27 mai 1879 à Besançon. Il est, auprès du père Chaminade, l'un des fondateurs de la Société de Marie, directeur du Collège Stanislas de Paris, fondateur et directeur de l'Institut Stanislas de Cannes.

## Biographie
Jean Philippe Auguste Lalanne naît le 7 octobre 1795 à Bordeaux. À L'âge de douze ans, il est inscrit dans la section des jeunes de la Congrégation de l'Immaculée fondée quelques années plus tôt par le père Chaminade, ami de son père. 
Il interrompt ses études de médecine pour des raisons financières et poursuit des études littéraires et scientifiques au Collège Stanislas de Paris. De retour à Bordeaux, il est engagé comme préfet des études dans une institution jésuite. Le 1er mai 1817, il fait part au père Chaminade de sa décision de se consacrer au sacerdoce et fonde avec d'autres jeunes bordelais la communauté marianiste en octobre 1818. En 1819, il est professeur à la Pension Sainte-Marie, le premier collège marianiste. Il étudie la théologie au Grand Séminaire de Bordeaux et est ordonné prêtre en 1823. 
En 1855, il prend la direction du Collège Stanislas de Paris qu'il remet sur pied. En 1866, il fonde l'Institut Stanislas de Cannes dont il  confia la construction à Laurent Vianay et qu'il dirige à partir de 1871. Il consacre ses trois dernières années à l'inspection des établissements scolaires de la Société de Marie
Il meurt le 27 mai 1879 à Besançon, lors d'une tournée d'inspection.